# 레이캬비크 고등학교

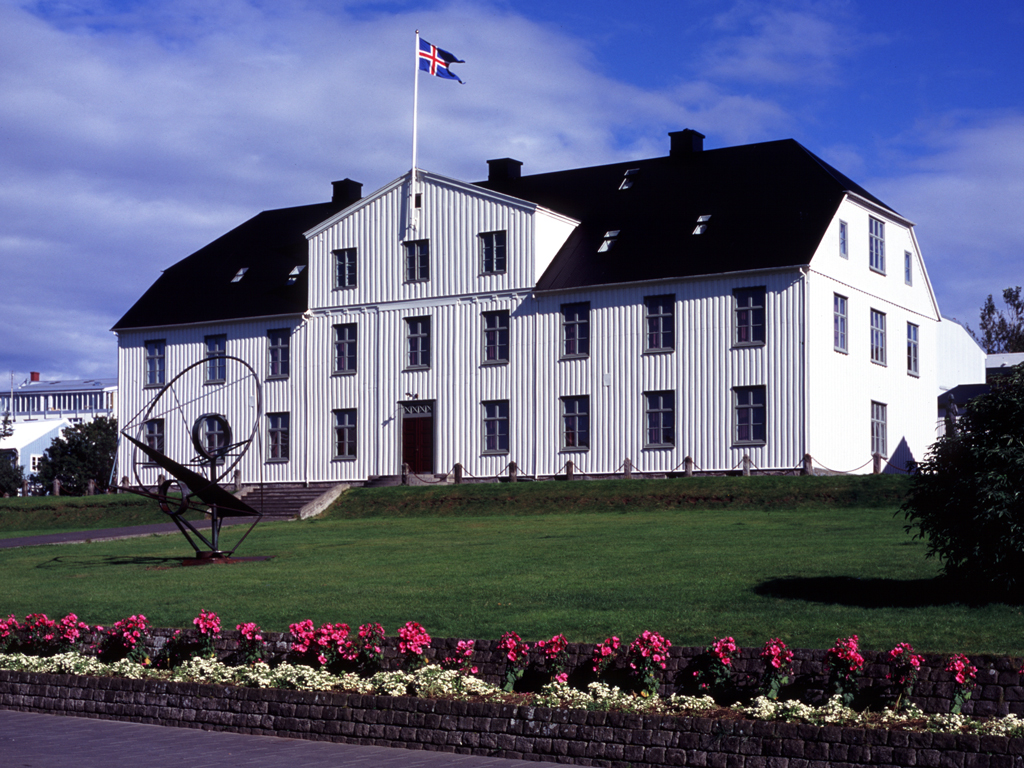

레이캬비크 고등학교 또는 레이캬비크 김나지움은 아이슬란드어로Menntaskólinn í Reykjavík 혹은 MR로 표기한다. 아이슬란드에서 제일 오래된 김나지움(아이슬란드어: 멘타스코울리Menntaskóli)형식의 교육기관이다.
학교의 연원은 스카울홀트에 처음 세워진 1056년까지 거슬러 올라간다. 이후 학교는 레이캬비크로 1786년에 옮겨졌으나, 열악한 건물 상황이 다시 1805년에 레이캬비크근교의 베사스타디르로 학교를 옮기도록 만들었다. 1846년에 학교는 레이캬비크에 있는 현재의 위치로 다시 옮겨, 새로운 건물을 지었다. 당시에 학교건물은 아이슬란드 전역에서 가장 큰 건물이었으며, 당시 화폐로 500 아이슬란드 크로나에 가까운 돈이 들어갔다. 아이슬란드 국회의 모임에 사용되기도 했다.
예전에 학교는 "학습당(아이슬란드어: Lærðiskólinn)", 혹은 "라틴어 학당(아이슬란드어: Latínuskólinn), 혹은 라틴어로 된 이름인 "스콜라이 레이키아비켄시스(라틴어: Scholae Reykjavicensis, 레이캬비크 학교의 의미)등의 이름으로 불려왔으나 1937년 현재의 명칭을 얻었다.
학교는 4년제이며, 졸업학위인 스투덴트스프로우프(아이슬란드어: stúdentspróf)를 얻으면 마치게 된다. 이 학교는 저명한 아이슬란드 정치인과 유명인사들을 배출했으며, 현 대통령인 올라퓌르 라그나르 그림손도 이 학교 출신이다.